# Осмар Донізете Кандідо
Осмар Донізете Кандідо (порт. Osmar Donizete Cândido, нар. 24 жовтня 1968, Прадос) — колишній бразильський футболіст, що грав на позиції нападника.
Виступав, зокрема, за клуби «Естудіантес Текос» та «Палмейрас», а також національну збірну Бразилії.
Переможець Ліги Пауліста. Володар Кубка Лібертадорес.

## Клубна кар'єра
У дорослому футболі дебютував 1987 року виступами за команду клубу «Волта-Редонда», в якій провів один сезон.
Згодом з 1988 по 1990 рік грав у складі команд клубів «Сан-Жозе» та «Ботафогу».
Своєю грою за останню команду привернув увагу представників тренерського штабу клубу «Естудіантес Текос», до складу якого приєднався 1990 року. Відіграв за команду із Сапопана наступні п'ять сезонів своєї ігрової кар'єри. Більшість часу, проведеного у складі «Естудіантес Текос», був основним гравцем атакувальної ланки команди.
Протягом 1995—1996 років захищав кольори клубів «Ботафогу» та «Верді Кавасакі».
1996 року уклав контракт з португальською «Бенфікою». У складі «Бенфіки» демонстрував високу ефективність, забивши 7 голів у 16 матчах першості, проте вже 1997 залишив команду і повернувся на батьківщину, ставши гравцем «Корінтіанс».
З 1997 року один сезон захищав кольори команди клубу «Крузейру», після чого на два роки став гравцем «Васко да Гама». Граючи у складі «Васко да Гама», на відміну від свого попереднього клубу, здебільшого виходив на поле в основному складі команди.
З 2000 по 2005 рік продовжував кар'єру в клубах «УАНЛ Тигрес», «Ботафогу», «Палмейрас», «Естудіантес Текос», «Васко да Гама» та «Макае».
Завершив професійну ігрову кар'єру у клубі «Лондріна», за команду якого виступав протягом 2006—2006 років.

## Виступи за збірну
1995 року дебютував в офіційних матчах у складі національної збірної Бразилії. Протягом кар'єри у національній команді, яка тривала 4 роки, провів у формі головної команди країни 9 матчів, забивши 2 голи.
У складі збірної був учасником розіграшу Золотого кубка КОНКАКАФ 1998 року у США, на якому команда здобула бронзові нагороди.

## Досягнення
- Переможець Ліги Пауліста:

«Корінтіанс»: 1997
- Володар Кубка Лібертадорес:

«Васко да Гама»: 1998
- Бронзовий призер Золотого кубка КОНКАКАФ: 1998